# Iglesia de El Salvador (Toledo)
La iglesia del Salvador de Toledo fue en tiempos de la presencia musulmana, una mezquita, cuya fecha está por determinar, aunque algunos investigadores la datan en 1041 o posiblemente anterior. Se han encontrado restos anteriores de ocupación eclesial visigoda e incluso de un periodo tardío romano del siglo II.

## Historia y descripción
La iglesia del Salvador está situada en la ciudad de Toledo, cerca de las iglesias de Santo Tomé y Santa Úrsula. Es una de las iglesias nombradas en el Lazarillo de Tormes y en ella fueron bautizados Juana I de Castilla («la Loca») y el dramaturgo Francisco de Rojas Zorrilla.
La actual iglesia está construida sobre una antigua mezquita musulmana, por lo que está orientada al sureste, en dirección a La Meca. Para  la construcción de esta mezquita, como era habitual, se habían reutilizado diferentes elementos arquitectónicos visigodos, gracias a lo cual se ha conservado una arquería de herradura apoyada sobre pilastras visigodas con decoración esculpida de temas figurativos, nada habituales en este tipo de restos.
La Pilastra de El Salvador presenta en una de sus caras diversas escenas milagrosas de la vida de Jesús, en registros superpuestos: la curación del ciego, la resurrección de Lázaro, la samaritana y la hemorroísa, así como otros temas de matiz eucarístico que aluden a Cristo como salvación y cuya iconografía parece retomada de algún sarcófago paleocristiano que puedo servir de modelo. Su tosco tratamiento muestra el abandono en que había caído el trabajo en la piedra.
Aunque conserva la figura del alminar, que lleva incrustaciones de cenefas, la conversión al culto cristiano en 1159 la hizo sufrir diversas modificaciones, especialmente, la construcción de la capilla gótica de santa Catalina, de finales del siglo XV. Al alminar, convertido en torre, se le añadiría posteriormente un campanario de ladrillo.
Está dedicada a San Salvador. La iglesia sufrió un incendio en el siglo XV, lo que obligó a su total renovación. Será Álvarez de Toledo quien se encargue de su reconstrucción, aunque de nuevo en 1823 la destruye un nuevo incendio y sólo se salvó la capilla de Santa Catalina.